# Сказание об убиении в Орде князя Михаила Черниговского и его боярина Феодора
«Сказание о убиении в Орде князя Михаила Черниговского и его боярина Феодора» — одно из произведений, посвящённых борьбе с монголо-татарами в XIII веке. Это рассказ о мученической смерти в ставке Батыя на Волге Черниговского и бывшего Киевского князя Михаила Всеволодовича и его боярина Федора 20 сентября 1246 г. Князь, приехавший просить ярлык на Черниговское княжение, признал сюзеренитет ордынского хана, но отказался выполнить языческие религиозные обряды, за что и был убит. Подвиг князя Михаила, пострадавшего за христианскую веру, стоит особняком.

## Издания текстов
- Софийская первая летопись. – ПСРЛ, СПб., 1851, т. 5, с. 182–186 (2-е изд.: Л., 1925, с. 230–235).
- Сказание о св. мученике Михаиле, князе черниговском, и Феодоре, болярине его. М., 1852.
- Воскресенская летопись. – ПСРЛ, 1856, т. 7. С. 152–156.
- Великие Минеи Четьи митрополита Макария (ВМЧ). Сентябрь. Дни 14–24. СПб., 1868. Стб. 1298–1305.
- Некрасов И. Пахомий Серб, писатель XV в. Одесса, 1871, с. 62–69.
- Никоновская летопись. – ПСРЛ, 1885, т. 10, с. 130–133 и 237–244 (фототипическое переиздание – М., 1965).
- Пономарёв А. И. Памятники древнерусской церковно-учительной литературы, СПб., 1896, вып. 2. С. 10–11 и 172–175.
- Серебрянский Н. Древнерусские княжеские жития (Обзор редакций и тексты) // Чтения Общества истории и древностей российских (ЧОИДР). М., 1915. Кн. 3 (254). 1-295+1-186+I-VI с. С. 108–141; Тексты, с. 49–86.
- Сказание о убиении в Орде князя Михаила Черниговского и его боярина Феодора / Подг. текста, пер. и ком. Л. А. Дмитриева // Памятники литературы Древней Руси (ПЛДР). XIII век. 1981. С. 228–235.